# Renealmia cernua
Renealmia cernua är en enhjärtbladig växtart som först beskrevs av Olof Swartz, Johann Jakob Roemer och Schult., och fick sitt nu gällande namn av James Francis Macbride. Renealmia cernua ingår i släktet Renealmia och familjen Zingiberaceae. Inga underarter finns listade i Catalogue of Life.

## Bildgalleri

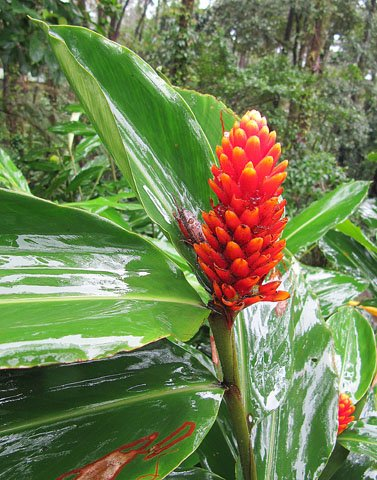
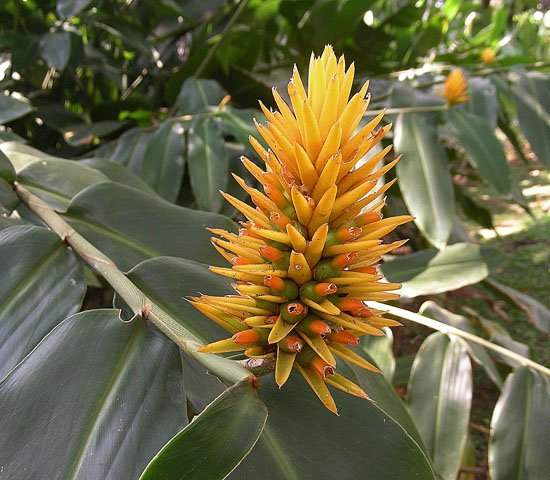
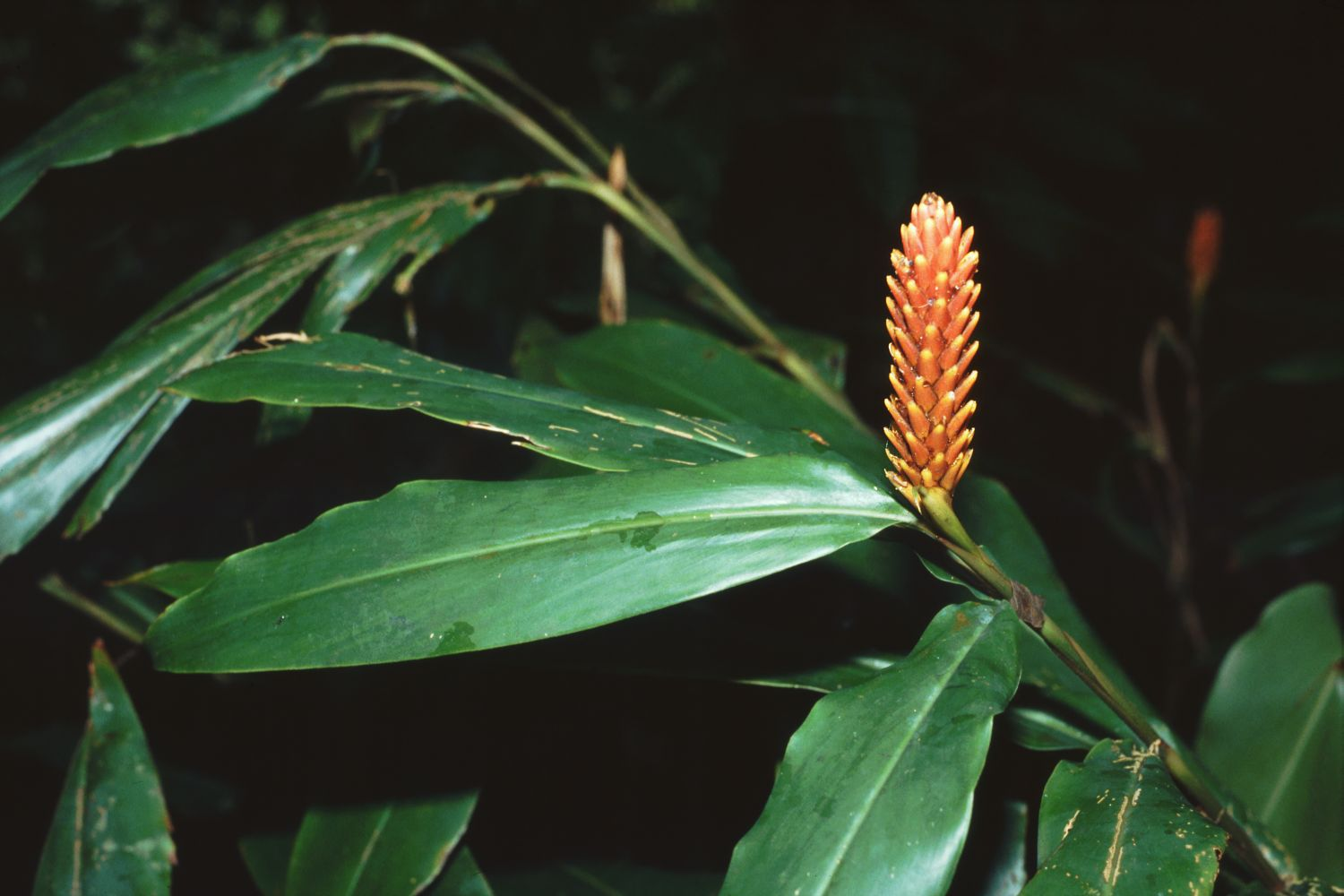
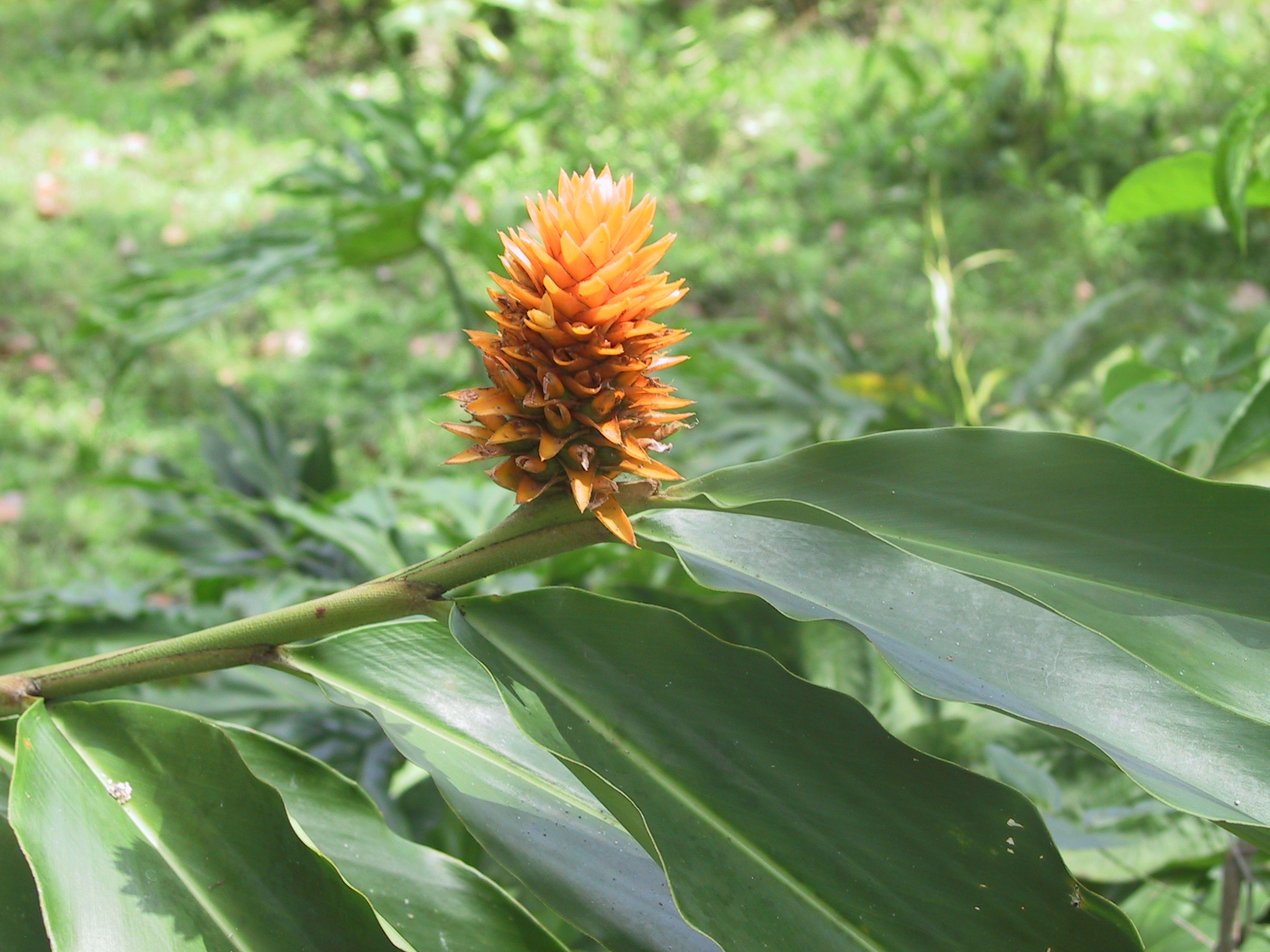